# 65 Andromedae
65 Andromedae (65 And), som är stjärnans Flamsteedbeteckning, är en ensam stjärna belägen i den nordvästra delen av stjärnbilden Andromeda. Den har en skenbar magnitud på ca 4,73 och är synlig för blotta ögat där ljusföroreningar ej förekommer. Baserat på parallaxmätning inom Hipparcosuppdraget på ca 7,5 mas, beräknas den befinna sig på ett avstånd på ca 440 ljusår (ca 134 parsek) från solen. Stjärnan rör sig närmare solen med en heliocentrisk radiell hastighet av ca -5 km/s. På det beräknad avståndet minskar stjärnans magnitud med 0,16 enheter på grund av en skymningsfaktor genom interstellärt stoft.

## Egenskaper
65 Andromedae är en orange till röd jättestjärna av spektralklass K4.5 III, vilket anger att den är en utvecklad stjärna som har förbrukat förrådet av väte i dess kärna och expanderat dess radie. Den har en massa som är ca 1,6 gånger solens massa, en radie som är ca 47 gånger större än solens och utsänder ca 372 gånger mera energi än solen från dess fotosfär vid en effektiv temperatur på ca 3 900 K.